# Boronia chartacea
Boronia chartacea är en vinruteväxtart som beskrevs av Peter Henry Weston. Boronia chartacea ingår i släktet Boronia och familjen vinruteväxter. Inga underarter finns listade i Catalogue of Life.